# Svanen West
Svanen West är ett svenskt k-märkt fiskefartyg.
Svanen West byggdes 1950 på Holms varv i Råå till fiskare på Brunskär i Kungälvs kommun.
Svanen West sjönk vid kaj tidig morgon den 28 oktober 2024.